# Hiantopora
Hiantopora is een mosdiertjesgeslacht uit de familie van de Hiantoporidae en de orde Cheilostomatida. De wetenschappelijke naam ervan is in 1887 voor het eerst geldig gepubliceerd door MacGillivray.

## Soorten
- Hiantopora aequicornua Tilbrook, 2006
- Hiantopora bidenticulata Canu & Bassler, 1929
- Hiantopora ferox (MacGillivray, 1869)
- Hiantopora intermedia (Kirkpatrick, 1890)
- Hiantopora jucunda Gordon, 1984
- Hiantopora pleuroaviculata (Liu, 1991)
- Hiantopora radicifera (Hincks, 1881)

Niet geaccepteerde soort:
- Hiantopora spathulata Canu & Bassler, 1929 → Poricella spathulata (Canu & Bassler, 1929)